# Ryukyucardiophorus
Ryukyucardiophorus là một chi bọ cánh cứng trong họ 
Elateridae.
Chi này được miêu tả khoa học năm 1973 bởi Ôhira.

## Các loài
Các loài trong chi này gồm:
- Ryukyucardiophorus alvini (Fleutiaux, 1916)
- Ryukyucardiophorus babai Kishii, 1991
- Ryukyucardiophorus loochooensis (Miwa, 1934)
- Ryukyucardiophorus mertliki Platia & Gudenzi, 1999
- Ryukyucardiophorus tokarensis Kishii, 1976